# Ličar
Ličar je priimek več znanih Slovencev:

## Znani nosilci priimka
- Ciril Ličar (1894—1957), pianist
- Malka Amalija Ličar, por. Regent (Amalija Regent) (1888—1970), politična delavka
- Pavel Ličar (1935—2015), biolog
- Ludvik Ličar (1929—1945), Aktivist OF